# Poul Heegaard

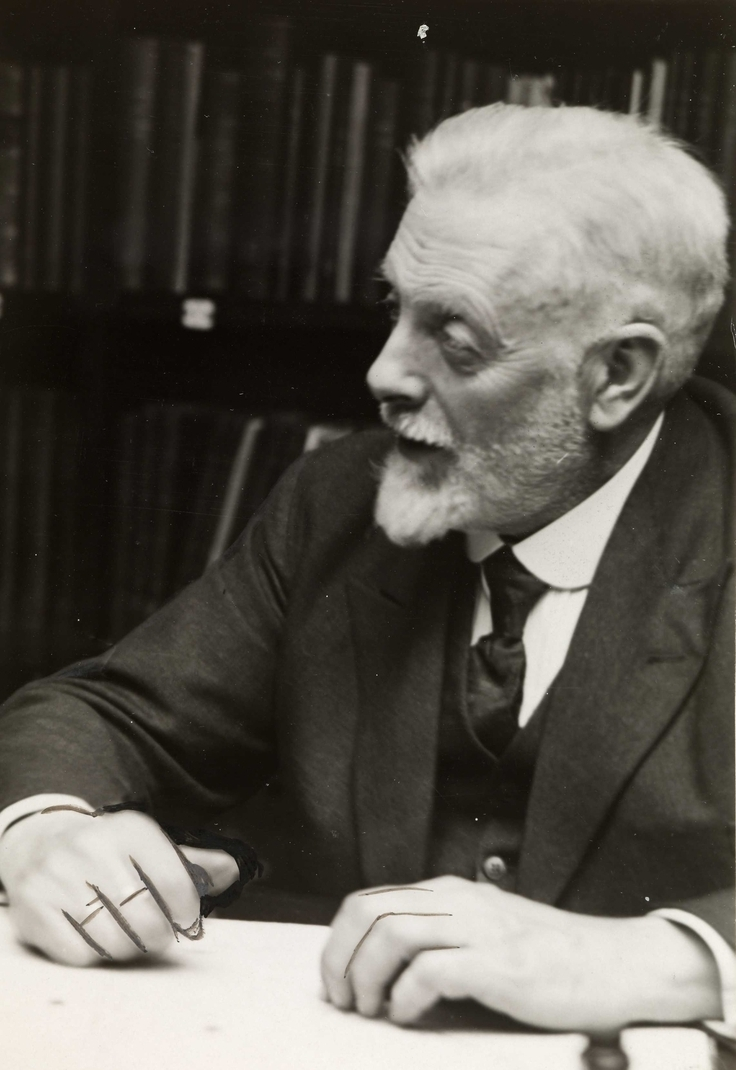
Poul Heegaard, ca. 1940

Poul Heegaard (Kopenhagen, 2 november 1871 - Oslo, 7 februari 1948) was een Deens wiskundige die vooral actief was in de topologie.
Heegaard studeerde  1889 tot 1893 wiskunde aan de Universiteit van Kopenhagen bij Hieronymus Zeuthen. Na zijn studie verbleef hij korte tijd in Parijs, maar slaagde er niet in om in contact te komen met vooraanstaande Franse wiskundigen. Daarna reisde hij naar Göttingen, waar hij aan de Universiteit in contact kwam met Felix Klein. Hij bestudeerde vierdimensionale variëteiten en hun topologie met het doel om zo algebraïsche functies in twee variabelen beter te begrijpen. Om de zaken echter niet al te complex te maken begon hij eerst aan de studie van driedimensionale variëteiten. Dit zou zijn specialisme worden.
In zijn proefschrift uit 1898 introduceerde hij in de topologie het concept van Heegaard-diagrammen en Heegaard-splitsingen van driedimensionale-variëteiten. Heegaard bewees de mogelijkheid om gesloten 3-variëteiten op te splitsen in handvatten (Heegaard-doorsnijding), waarbij de manier van het samenplakken van deze handvatten tot 3-variëteiten in Heegaard-diagrammen genoteerd werd. Heegaards ideeën stelden hem in staat tot een zorgvuldige kritiek van het topologische werk van Henri Poincaré. Heegaard gaf een tegenvoorbeeld van de toenmalige versie van de Poincaré-dualiteit van Henri Poincaré, die dit concept daaropvolgend moest aanpassen. Hij liet zien dat Poincaré de mogelijkheid had overzien van het optreden van torsie in de homologische groepen van een ruimte.
Na zijn promotie werkte hij tot 1910 ruim tien jaar als leraar aan een marineschool, waar officieren werden opgeleid. In 1907 publiceerde hij samen met Max Dehn in de encyclopedie van de wiskundige wetenschappen het belangrijke overzichtsartikel, Analysis Situs. Daarin wordt de basis gelegd voor de combinatoriële topologie, een oude naam voor de algebraïsche topologie. Op basis hiervan waren Heegaard en Dehn in staat een eerste strikt bewijs voor de classificatie van compacte vlakken naar hun geslacht op te stellen.
In 1910 werd hij tot hoogleraar benoemd aan de Universiteit van Kopenhagen. Na een geschil binnen de faculteit over onder andere de benoeming van Harald Bohr tot hoogleraar aan de Universiteit nam Heegaard ontslag. In 1918 aanvaardde hij een hoogleraarschap aan Universiteit van Kristianssand in Noorwegen, waar hij tot zijn emeritaat in 1941 zou blijven werken. Hij was een van de oprichters van het Noors wiskundig genootschap en mede-uitgever van de werken van Sophus Lie.

## Werken
- (de)  Dehn, Heegaard Analysis Situs, Enzyklopädie der Mathematischen Wissenschaften 1907